# 上海火车站站
上海火车站站（3号线、4号线车站曾称上海站站）位于中华人民共和国上海市静安区天目西路街道，邻近国铁上海站，是上海地铁1号线、3号线与4号线的地铁换乘站。1号线站台位于上海火车站南广场地下，3、4号线共用站台则位于国铁上海站站房东北侧。1号线车站由上海市隧道设计院设计。

## 車站結構

### 1号线车站
楼层分布
| 地下一层 | 1号线站厅          | 1-5出入口、票务服务、自动售票机、人工服务台 |  |  |
| 地下二层 |                    | █ 1号线 往富锦路（中山北路）                |  |  |
|          | 岛式站台，左侧开门 |                                             |  |  |
|          |                    | █ 1号线 往莘庄（汉中路）                    |  |  |

1号线位于铁路上海站南广场地底，站厅、站台呈南北向布置。站厅位于地下一层，设有2组进站闸机和1组出站闸机。
站台位于地下二层，为岛式站台。本站北面有兩條折返线，在北延伸一期（上海火车站至共富新村）通車前，上海軌道交通1號線所有列車清客後會開往掉頭路軌，再前往莘莊站方向的月台上客。北延伸通車後，莘莊站至本站就成為小交路線，而莘莊站至共富新村站/富錦路站便成為大交路線。上海地鐵原計劃在2009年将小交路線延伸至通河新村站，而本站北面兩條折返线將會成為存車線。但由于2004年通河新村站在試車时发生列車挤岔碰撞事故，该计划已擱淺至今。

### 3、4号线车站
楼层分布
| 地面层   |                    | █ 3号线 往上海南站、 █ 4号线 往外环（中潭路） |  |  |
|          | 岛式站台，左侧开门 |                                               |  |  |
|          |                    | █ 3号线 往江杨北路、 █ 4号线 往内环（宝山路） |  |  |
| 地下一层 | 3、4号线站厅       | 6-10出入口、票务服务、自动售票机、人工服务台  |  |  |

3、4号线車站位于铁路上海站北广场东部交通路太阳山路处。车站站厅、站台呈东西向布置。站厅位于地下一层，分为东站厅和西站厅。
西站厅于2017年1月18日重新装修后启用，面积3690平方米。西站厅设有1台无障碍电梯，3台自动扶梯，2个出入口（7号和8号），13台门式进出闸机，解决了车站原东站厅限于地下空间限制，无直梯和扶梯的问题。站厅墙面装饰通过将上海城市街景抽象化，并采用了多种色彩以呈现上海市活力四射、精彩纷呈、海纳百川的城市面貌。而站厅中央的吊顶挂有七色铝挂片，通过借喻信封和明信片以展现上海城市名片，同时表达游子思乡的情感。
站台位于地面，3号线與4号线共用一座地面岛式站台，站台设有半高屏蔽门以保证安全。该站台平行于上海火车站的轨道，股道被夹在北站房和候车室之间。

### 换乘

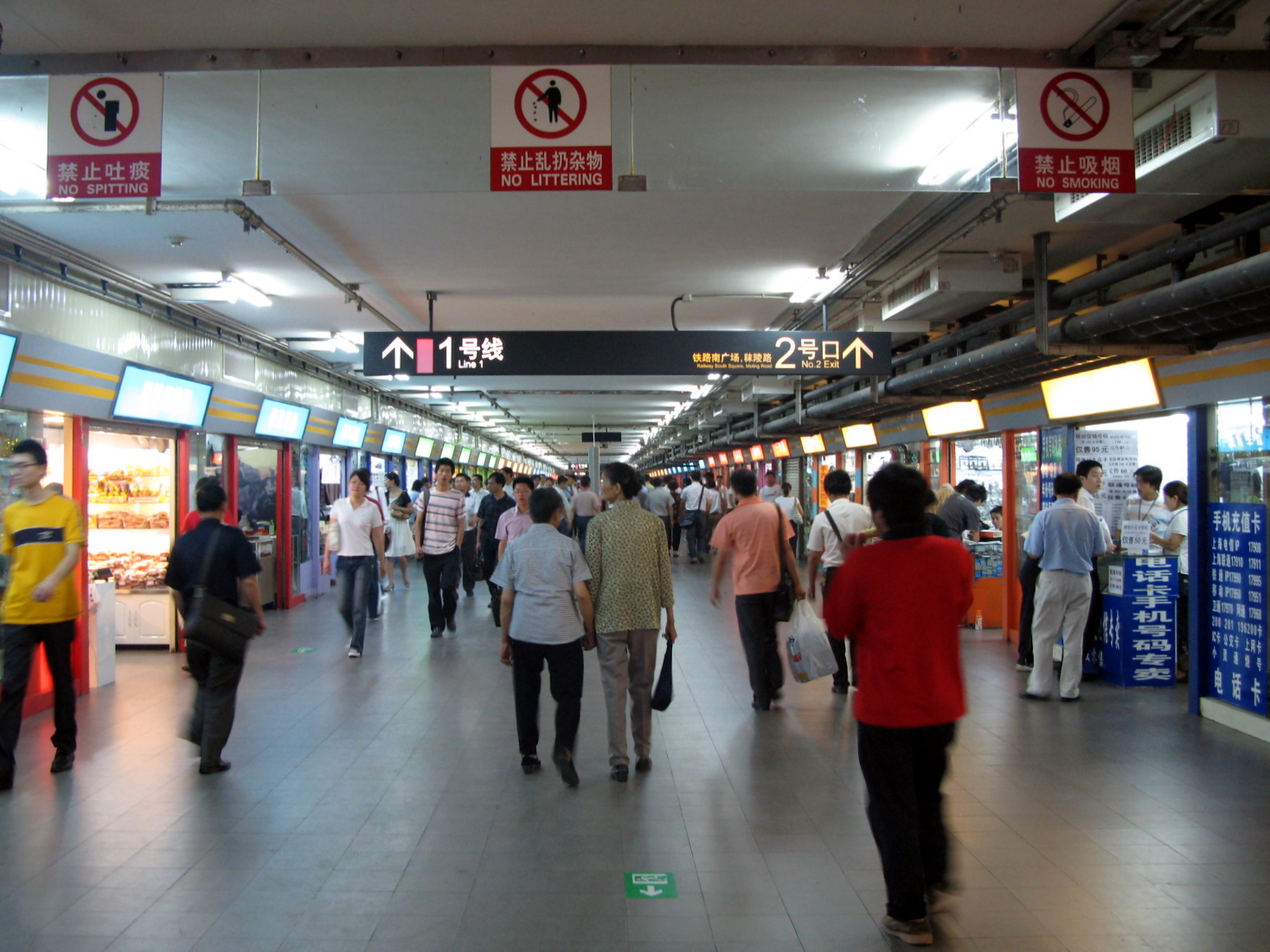
地下换乘通道，该通道位于付费区外，乘客需出站换乘

该站为3号线與4号线的同台换乘站，但不能实现1号线與3号线、4号线之間的站内换乘。自2008年6月1日起，上海公共交通卡和使用Metro大都会APP的乘客可在1号线车站和3、4号线车站间进行出站换乘，里程连续计算，其前提是出闸到入闸时间需在30分钟内，且出入的闸机不可是一条线路。但单程票乘客在此站仍不能进行1号线车站和3、4号线车站间的换乘，出站后需另行购票，里程不连续计算。
两个站台在付费区内互不连通，但在非付费区有通道连接。该通道同时作为上海火车站南北广场的連接通道。乘客如需站内换乘1号线与3号线可在上海南站站转车；换乘1号线与4号线可在上海体育馆站转车。

## 进出口
因站体相互独立，1号线和3、4号线曾经分别使用独立的出口编号，2022年9月30日，车站出口编号得到统一，3、4号线原1、2、4、5、6号口重新编号为10、6、9、8、7号口，此外部分站厅还设有未编号的专用、单向进出口。车站9号口原标识为施工关闭，2023年末车站信息更新后该出入口信息被删除。

### 1号线
1号线的出口主要通往铁路上海站的南广场附近。铁路上海站东南出口设有通往1号线站厅的快速进站口，乘客在经过铁路出站闸机后无需再次安检，可直接购买地铁车票并进站。2018年7月10日起，该通道仅在每日9：00-17：00开启。2020年1月因2019冠状病毒病疫情临时关闭此通道，一直至2023年4月18日重开。

### 3、4号线
3、4号线车站东西站厅相互独立，西站厅位于上海站北广场地下一层，在站厅西侧设有未编号的入口，与铁路上海站西北出口地下一层相接，东侧设有一个未编号的出站通道。
东站厅主要通往与1号线的出站换乘通道，其中官方标识连接3、4号线的6号出入口位于上海站南广场，实际为上海站南北地下通道的南侧出入口。上海站北广场于2009年底改造时，原先的东北出口预留为与地铁换乘的直联通道，原计划与车站东站厅建成时一并使用，惟改造后东站厅未启用。2024年4月27日上午9时起，3、4号线车站与上海站东北出口连通通道与新建一体化安检区域开始试运行，该区域总面积约1010平方米。从上海站出站的乘客可从东北出口出站，无需重复安检直接换乘3、4号线。该通道于5:00-24:00开启，遇客流高峰期间铁路上海站延长运营时间，在地铁停运后仍将适度延长通道开启时间。本站所有免安检通道启用后，加上此前已完成免安检改造的虹桥火车站站、上海南站站，上海局集团上海直属站下辖三大主要车站均已完成与所在区域所有地铁线换乘单向免安检。
| 出口编号                             | 出口指示                                                 | 照片           |
| 连通 1号线站厅                       | 连通 1号线站厅                                           | 连通 1号线站厅 |
| ------------------------------------ | -------------------------------------------------------- | -------------- |
| 1 · 出口                             | 铁路上海站南广场                                         |                |
| 2 · 出口                             | 铁路上海站南广场                                         |                |
| 3 · 出口 · （设有）                  | 秣陵路，民立路                                           |                |
| 4 · 出口                             | 秣陵路                                                   |                |
| 5 · 出口                             | 民立路，天目西路                                         |                |
| 东 · 南 · 出口                       | 只进不出                                                 |                |
| 连通 3号线 4号线东站厅及南北人行通道 |                                                          |                |
| 6 · 出口                             | 秣陵路，铁路上海站南广场                                 |                |
| 10 · 出口                            | 太阳山路，大统路，铁路上海站北广场，上海长途汽车客运总站 |                |
| 连通 3号线 4号线西站厅               |                                                          |                |
| 7 · 出口 · （设有）                  | 铁路上海站北广场，上海长途汽车客运总站，恒丰北路         |                |
| 8 · 出口                             | 铁路上海站北广场                                         |                |
| 东 · 北 · 出口                       | 只进不出                                                 |                |
| 出口                                 | 停车场，出租车，网约车候车点                             |                |
| 图例： 设有                          |                                                          |                |

## 历史
- 1995年4月10日，上海轨道交通1号线车站启用。
- 2000年12月26日，上海轨道交通3号线车站启用。
- 2005年12月31日，3号线车站接入4号线的列车服务。
- 2010年上半年，为迎接上海世博会，上海地铁对上海火车站内部进行了改造：对车站外立面、车站内部装饰包括吊顶、墙壁、出入口通道、部分地面以及导向标志等进行全面翻新[15]。
- 2010年12月，为配合铁路上海站的改造，3、4号线车站西站厅关闭[16]。
- 2014年1月30日，3、4号线车站站台加装屏蔽门工程完成[17]。
- 2016年中旬，启动3、4号线西站厅建设工程。
- 2017年1月18日，改造完成的3、4号线西站厅启用[18]。
- 2018年1月20日，启动3、4号线东站厅改造工程。为配合改造，东站厅4号口（现为9号口）于该日起关闭[19]。
- 2018年11月12日，为提高闸机进出速度，1号线车站启动闸机改造，将全部闸机更换为拍打门式闸机。改造工程于2019年春运前完成[20]。
- 2022年9月30日，3、4号线出入口编号调整，原1、2、4、5、6号口重新编号为10、6、9、8、7号口[6]。

## 周邊
- 上海站
- 新客站不夜城商圈